# Pierwo-Ertil
Pierwo-Ertil (ros. Перво-Эртиль) – wieś (sieło) w Rosji, w obwodzie woroneskim, w rejonie ertilskim. W 2010 liczyła 356 mieszkańców.